# Strategia rozwoju produktu
Strategia rozwoju produktu – strategia marketingowa opierająca się na wprowadzaniu nowego produktu lub usług na dotychczasowy niezmieniony rynek. Produkty, które spełniają swoje podstawowe funkcje mogą być także zmodernizowane. Firma może także w oparciu o tę strategię dokonać ulepszenia produktu poprzez modernizację, zmianę opakowania lub zmianę materiału z którego produkt jest wykonany.
Wszystko zależy od tego, jakie rynek zgłasza zapotrzebowanie i czego domagają się konsumenci, ważna jest także obserwacja konkurencji. Stosowanie tej strategii powoduje wzrost sprzedaży.

## Działania firmy
- Wprowadzenie nowego produktu na rynek;
- Wprowadzenie zmodernizowanego produktu na rynek. Zmiana np. materiału z którego jest wykonany, zmiana opakowania
- Wprowadzenie produktu o nowym zastosowaniu;
- Przystosowanie produktu jako odpowiedź na zgłaszane zapotrzebowanie przez konsumentów;
- Dokonanie zmian lub wprowadzenie nowej funkcji produktu.